# جودي بيكو
جودي لين بيكو (بالإنجليزية: Jodi Picoult)‏ (مواليد 19 مايو 1966) هي كاتبة وروائية أمريكية مُنحت جائزة إنجلترا الجديدة للكتاب لفئة كتب الخيال في عام 2003. حالياً يُتداول ما يقارب 14 مليون نسخة من كتبها في دور النشر حول العالم، وقد تُرجمت إلى 34 لغة مختلفة.

## وصلات خارجية
- جودي بيكو على موقع IMDb (الإنجليزية)
- جودي بيكو على موقع ميوزك برينز (الإنجليزية)
- جودي بيكو على موقع ديسكوغز (الإنجليزية)
- جودي بيكو على موقع قاعدة بيانات الفيلم (الإنجليزية)
- الموقع الرسمي
- جودي بيكو في قاعدة بيانات الأفلام على الإنترنت
- مرات الظهور على سي-سبان

| سبقه ويل فايفر | المرأة المعجزة writer 2007 | تبعه جاي توريس |